# Tandem
Tandem je konfiguracija, pri kateri so osebe, živali ali stroji nameščeni en za drugim in vsi so usmerjeni v isto smer. 
Beseda izvira iz latinščine, v prvotnem pomenu »končno«. V slovenščino je prišla prek nemščine in angleščine.

## Zgledi
- Tandem sedeži v lovskem letalu
- Dva ponija v tandemu
- Avtomobil KR200 Kabrio s tandem sedeži